# كوارك أساسي
الكوارك الأساسي هو كوارك جاري له غطاء.
لايمكن الوصف في الحد الأدنى من طاقة ديناميكا لونية كمومية عن طريق نظرية الاضطراب. فهنا لا وجود لحرية مقاربة، ولكن تزداد بقوة أهمية التفاعل ما بين الكوارك المكافئ وبحر الكوارك. فيعزو جزأ من تأثير الكوارك والغلوون الفعلي في هذا البحر إلى الكوارك، لذا فإن مصطلح كوارك أساسي يبدو مناسبا جدا.
يبدو وحسب مخطط فاينمان أن الكواركات الأساسية ترتدي الكواركات الجارية، بمعنى؛ أن الكواركات الجارية محاطة بغيمة من الكواركات والغلوونات الفعلية. وتلك الغيمة تفسر في نهاية المطاف الكتلة الكبيرة للكواركات الأساسية.
التعريف: الكوارك التأسيسي هو كواركات مكافئة ترتبط لرسم الهادرونات بواسطة الغلوونات وبحر الكواركات التي توضع تحت تأثير كتل الكواركات المكافئة.
تسمى كتلة الكوارك المؤثرة ب كتلة كوارك أساسي. وتحتوي الهادرونات على كواركات أساسية لاصقة. فلا يوجد اشكالية في استخدام أماكن للكواركات الأساسية الخفيفة في تصوير الهادرون.

## طاقة الربط
طاقة ربط ديناميكا لونية كمومية للكوارك المكافئ في الهادرونات هي كمية الطاقة المطلوبة لجعل الهادرون يقذف بشكل عفوي ميزونا يحتوي على كوارك مكافئ. وهي نفس كتلة الكوارك الأساسي.
| كوارك أساسي | كتلة       | Δx      |
| كوارك علوي  | 300 MeV/c2 | 0.7 فـم |
| كوارك سفلي  | 300 MeV/c2 | 0.7 فـم |
| كوارك غريب  |            |         |
| كوارك ساحر  |            |         |
| كوارك قعري  |            |         |
| كوارك قمي   |            |         |

وصف الهادرونات باستخدام ميكانيكا الكم والنسبية.